# Alice on the Farm
Alice on the Farm é um curta-metragem de animação estadunidense de 1926, lançado como parte da série Alice Comedies.